# Mocassí

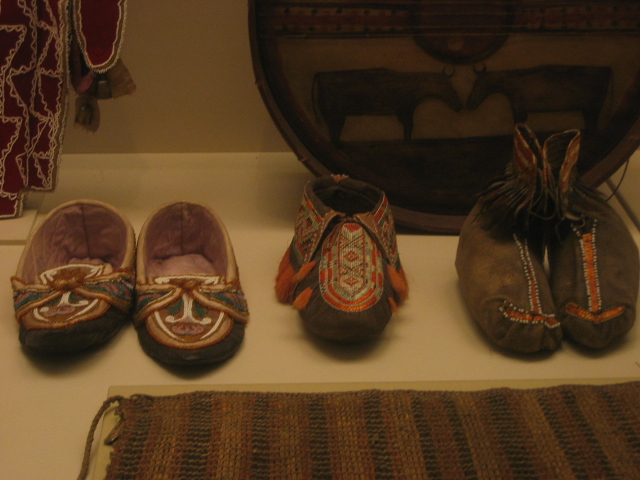
Mocassins al Museu Britànic

El mocassí és un tipus de calçat. Actualment, hi ha una gran varietat de models masculins i femenins; el format bàsic d'aquest tipus de calçat pot adoptar configuracions més modernes i fins i tot incloure salts amb diverses altures i formats diferents.
També és un calçat creat i difós entre diverses nacions d'indis nord-americans. Estaven fets amb pell i sense talons. La sola de la sabata va pujar els costats i les puntes dels peus, estant cosida a una altra peça també en pell, en forma "U". la paraula té l'origen en la llengua wampanoag. Llegua que es parlava per una tribu nord-americana abans de la colonització i desapareguda a finals del segle xix, tot i que ara hi ha intents de ressuscitar-la